# Medrano
Medrano és un municipi de la Rioja, a la regió de la Rioja Mitjana. Limita al nord amb Navarrete, a l'est amb Entrena, al sud amb Sojuela i Daroca de Rioja i a l'oest amb Hornos de Moncalvillo.

Panoràmica de Medrano amb Montes de Cameros al fons i Sierra de Moncalvillo a la dreta